# 布塞·于納爾
布塞·于納爾（土耳其語：Buse Ünal，1997年7月29日—），土耳其女子排球運動員，司職二傳手。現時效力於土超豪門球隊費內巴切女排俱樂部，並自2018年起成為土耳其國家女子排球隊一員。